# Dicyphococcus
Dicyphococcus är ett släkte av insekter. Dicyphococcus ingår i familjen skålsköldlöss.
Kladogram enligt Catalogue of Life:
| Dicyphococcus | \| \| Dicyphococcus bigibbus \| \| \| \| \| \| Dicyphococcus castilloae \| \| \| \| \| \| Dicyphococcus ficicola \| \| \| \| |
|               | \| \| Dicyphococcus bigibbus \| \| \| \| \| \| Dicyphococcus castilloae \| \| \| \| \| \| Dicyphococcus ficicola \| \| \| \| |
|               | Dicyphococcus bigibbus |
|               | |
|               | Dicyphococcus castilloae |
|               | |
|               | Dicyphococcus ficicola |
|               | |